# 法末村
法末村（ほうすえむら）は、かつて新潟県刈羽郡にあった村。

## 沿革
- 1889年（明治22年）4月1日 - 町村制施行に伴い刈羽郡法末村が村制施行し、法末村が発足。
- 1901年（明治34年）11月1日 - 刈羽郡森山村、増田村、結城野村と合併し、上小国村となり消滅。